# Бэр-Крик (тауншип, Миннесота)
Бэр-Крик (англ. Bear Creek) — тауншип в округе Клируотер, Миннесота, США. На 2000 год его население составило 107 человек.

## География
По данным Бюро переписи населения США площадь тауншипа составляет 83,0 км², из которых 78,5 км² занимает суша, а 4,4 км² — вода (5,34 %).

## Демография
По данным переписи населения 2000 года здесь находились 107 человек, 44 домохозяйства и 31 семья. Плотность населения —  1,4 чел./км². На территории тауншипа расположено 86 построек со средней плотностью 1,1 построек на один квадратный километр. Расовый состав населения: 94,39 % белых, 1,87 % азиатов, 1,87 % — других рас США и 1,87 % приходится на две или более других рас. Испанцы или латиноамериканцы любой расы составляли 1,87 % от популяции тауншипа.
Из 44 домохозяйств в 29,5 % воспитывались дети до 18 лет, в 63,6 % проживали супружеские пары, в 4,5 % проживали незамужние женщины и в 29,5 % домохозяйств проживали несемейные люди. 29,5 % домохозяйств состояли из одного человека, при том 11,4 % из — одиноких пожилых людей старше 65 лет. Средний размер домохозяйства — 2,43, а семьи — 2,97 человека.
27,1 % населения — младше 18 лет, 3,7 % — в возрасте от 18 до 24 лет, 21,5 % — от 25 до 44, 36,4 % — от 45 до 64, и 11,2 % — старше 65 лет. Средний возраст — 42 года. На каждые 100 женщин приходилось 84,5 мужчин. На каждые 100 женщин старше 18 приходилось 110,8 мужчин.
Средний годовой доход домохозяйства составлял 47 500 долларов, а средний годовой доход семьи —  58 750 долларов. Средний доход мужчин —  40 417  долларов, в то время как у женщин — 23 750. Доход на душу населения составил 17 842 доллара. За чертой бедности не находилась ни одна семья и 3,5 % всего населения тауншипа, из которых 37,5 % старше 65 лет.